# 北島元治
北島 元治 （きたじま もとはる、1966年〈昭和41年〉1月28日 - ）は、大日本印刷の専務執行役員。
父は大日本印刷会長北島義俊。

## 略歴
- 1988年 - 慶應義塾大学法学部卒業後、ソニー入社
- 1996年 - 大日本印刷入社
- 2005年 - 取締役就任
- 2009年 - 常務取締役就任
- 2018年 - 専務執行役員就任

## 系譜
- 祖父：北島織衛 - 大日本印刷第4代社長
- 父：北島義俊 - 大日本印刷第5代社長、会長
  - 兄：北島義斉 - 大日本印刷第6代社長